# 남양초지로
남양초지로는 경기도 화성시 남양읍 송림리 삼부실 교차로와 안산시 단원구 초지동 별망고가사거리를 잇는 경기도의 도로이다. 전 구간 국도 제77호선에 속한다.

## 연혁
- 2017년 7월 1일 : 남양 ~ 안산간 도로(화성시 남양읍 송림리 ~ 문호리) 4.42km 구간 신설 개통[1]
- 2017년 10월 27일 : 남양 ~ 안산간 도로(화성시 남양읍 문호리 문호 교차로 ~ 초지 교차로) 3.39km 구간 신설 개통[2]
- 2018년 3월 5일 : 2개 이상 시·도에 걸쳐 있는 도로로 남양초지로를 고시[3]

## 주요 경유지
경기도
- 화성시 (남양읍 · 새솔동) - 안산시 단원구 초지동

## 노선
전 구간 국도 제77호선에 속하므로 이 노선에 대한 별도 표기는 생략한다.
| 이름                    | 접속 노선     | 소재지         | 소재지                                                                              | 비고          |
| 남양로와 직결           | 남양로와 직결 | 남양로와 직결  | 남양로와 직결                                                                       | 남양로와 직결 |
| ----------------------- | ------------- | -------------- | ----------------------------------------------------------------------------------- | ------------- |
| 삼부실 교차로           | 남양로        | 화성시         | 남양읍                                                                              |               |
| (생태통로)              |               | 화성시         | 남양읍                                                                              |               |
| 서호2교 서호1교 수화3교 |               | 화성시         | 남양읍                                                                              |               |
| 수화 교차로             | 송산비봉로    | 화성시         | 남양읍                                                                              |               |
| 수화2교                 |               | 화성시         | 남양읍                                                                              |               |
| 문호 교차로             | 남양서로      | 화성시         | 남양읍                                                                              |               |
| (교차로 명칭 미상)      | 남양로        | 화성시         | 남양읍                                                                              |               |
| 오룡지하차도            | 수노을중앙로  | 화성시         | 새솔동                                                                              |               |
| 송산교                  |               | 화성시         | 새솔동                                                                              |               |
| 안산시                  | 단원구        |                |                                                                                     |               |
| 안산시                  | 단원구        | 초지고가교     | 시화호수로                                                                          |               |
| 안산시                  | 단원구        | 별망고가사거리 | 국도 제77호선 국가지원지방도 제84호선 국가지원지방도 제98호선 (해안로) 신안산대학로 |               |